# 木原浩一
木原 浩一（きはら こういち、1972年2月4日 -）は、日本プロ麻雀協会に所属する競技麻雀のプロ雀士。第14期雀王。
「流氷の紳士」のキャッチフレーズを持つ。愛称は「はげちむ」。

## 人物
北海道帯広市出身。日本プロ麻雀連盟の第16期生だったが約1年半で退会してプロ雀士を辞めた。後に、日本プロ麻雀協会の第1期後期で入会して再びプロになった。長らく自身の所属する日本プロ麻雀協会のタイトルが取れず無冠が続いたが、2015年、第14期雀王を獲得した。
渋谷の雀荘で店長をしていたが、2011年に摘発を受け賭博罪で逮捕された。2013年に雀荘を退職。同年にYouTubeにて「木原浩一の麻雀チャンネル」を開設し、2014年からニコニコチャンネルで月額有料の「現役麻雀プロがガチで天鳳位を目指すブログマガジン」をほぼ毎日配信している。天鳳IDの「【罪歌】」は最高十段。アニメ好きで、IDの名前の由来は、アニメ『デュラララ!!』に登場する妖刀からきている。2018年にYouTubeにて「木原浩一の麻雀チャンネル」、2021年にサブチャンネル「ラッキーハゲの麻雀LIVEチャンネル」を開設。VTuberとなり、天鳳や雀魂で配信する。雀魂でのニックネームは「ラッキーハゲ」で段位魂天である。
「エロゲは文化」の主義を持ち、Fate/stay nightがお気に入り。

## 獲得タイトル
- 第8期最高位戦Classic
- 第14期雀王
- 四神降臨 2016王座決定戦